# 双子の帝國
『双子の帝國』（ふたごのていこく）は、鬼頭莫宏による日本の漫画。『月刊コミック@バンチ』（新潮社）にて2015年10月号（2015年8月21日発売）より連載中。
鬼頭は、本作の構想に10年を費やしており、実在の戦闘機や国をモチーフとしながらも、まったく異なる「戦艦が空を飛び交う」ような世界での戦争を描き出す。ライターの前島賢は、本作に描かれるモチーフと過去の鬼頭作品との類似を指摘すると共に、鬼頭の集大成的作品となるのではないかと予想している。
2016年3月9日に単行本第1巻が発売された際には、SHIBUYA TSUTAYAにて3月19日にサイン会が開催された。

## あらすじ
光国は大陸へと侵攻し、大陸政府やゲリラと戦い続けていた。
光国軍が占領している大陸のある町で、光国に滅ぼされた少数民族空霞の生き残りガウとガウに買われた奴隷少女フアはトラブルを起こして、光国海軍に追われることになる。

## 登場人物
ガウ
「空霞」の生き残りの少年。「魔法使いの義手」をつけており、その腕でならフアに触れても死ぬことは無い。また、物を取り寄せたり、逆に別の場所へ瞬間移動させることもできる。
フア
ガウに奴隷として買われた少女。呪いがかけられており、フアに触れた人間は死に至る。

## 用語
光国
架空の国。大陸に侵攻しており、大陸政府やゲリラと戦争中。
光国の国内も貧困にあえいでおり、庶民は娘を「神聖娼婦」として国に差し出している。
空霞（コンシャア）
光国に滅ぼされた少数民族。極端な男尊女卑の思想があった。
空缶（そらかま）
国際的にも各国での所有数が規定されるなどの戦略物質となっている。これを用いることで、この世界では戦艦などが空中を飛行している。空霞の住んでいた地は空缶の供給も行っていた。
蕗国（ろこく）
大陸の国の1つ。

## 書誌情報
- 鬼頭莫宏 『双子の帝國』 新潮社〈BUNCH COMICS〉、既刊3巻（2017年3月9日現在）
  1. 2016年3月9日発売、ISBN 978-4-10-771878-5
  2. 2016年9月9日発売、ISBN 978-4-10-771914-0
  3. 2017年3月9日発売、ISBN 978-4-10-771962-1